# Руткевич, Михаил Николаевич
Михаи́л Никола́евич Рутке́вич (2 октября 1917 года, Киев — 16 июля 2009 года, Москва) — советский и российский философ и социолог.
Доктор философских наук (1961), член-корреспондент АН СССР (24.11.1970), организатор и первый декан философского факультета Уральского университета (1966—1972), директор Института конкретных социальных исследований АН СССР (1972—1976).

## Биография
Отец — Николай Паулинович Руткевич (ум. 1949) — историк, закончивший историко-филологический факультет Киевского государственного университета, заведующий кафедрой всеобщей истории Свердловского педагогического института (во второй половине 1930-х). Мать — филолог. В конце 1920-х—начале 1930-х родители разошлись.
Окончил с отличием физический факультет Киевского государственного университета (1939) и в том же году вышла статья в «Журнале экспериментальной и теоретической физики» (№ 10).
Участник Великой Отечественной войны, демобилизован в 1945 году старшим лейтенантом.

 Именно на фронте я полностью убедился в том, что несмотря на все издержки, включая массовый террор, политика партии и Сталина, сумевших подготовить страну к обороне от более сильного агрессора и выиграть ценой невероятных жертв войну, была в основе правильной. — М. Н. Руткевич.
С 1945 года в Свердловске, где первоначально работал в оптической лаборатории на военном заводе, одновременно выступая с лекциями о причине победы в ВОВ и заочно сдавая экзамены исторического факультета. По предложению секретаря городского комитета ВКП(б) Д. И. Чеснокова перешёл на работу лектором городского комитета партии и одновременно поступил к нему в заочную аспирантуру по философии. Работу над диссертацией «Практика — основа познания и критерий истины» завершал в Академии общественных наук (1949—1950), защитив её в 1950 году. Позже диссертация была издана монографией издательством «Мысль», а также переведена на чешский язык.
С 1950 по 1953 год работал в Свердловском педагогическом институте (где раньше работал его отец), организовав в 1952 году кафедру философии. С 1951 года по совместительству подрабатывал в Уральском государственном университете, а в 1953 году (после возвращения в Москву М. Т. Иовчука) полностью перешёл в университет, по предложению обкома партии возглавив кафедру философии УрГУ.
В 1953—1966 являлся заведующим кафедрой философии Уральского государственного университета. Организатор и первый декан философского факультета УрГУ в 1966—1972.
В мае 1972 года назначен директором Института конкретных социальных исследований АН СССР, который летом стал называться Институтом социологических исследований АН СССР после Постановления Президиума Академии наук СССР «О деятельности Института конкретных социальных исследований АН СССР и уточнении его наименования» от 13 июля 1972 г.
Николай Лапин вспоминал: «полной неожиданностью была информация в марте 1972 года, что принято решение назначить директором члена-корреспондента АН СССР М. Н. Руткевича. Всё делалось быстро (Руткевич тогда ещё был в Свердловске), по-видимому, решающей стала рекомендация М. Т. Иовчука, ректора АОН, который в 1950-е годы работал с ним в Свердловске».
В 1976 году перешёл на работу в Академию общественных наук при ЦК КПСС. С 1978 по 1990 — заведующий кафедрой философии Академии народного хозяйства. С 1990 — главный научный сотрудник, а затем советник Института социально-политических исследований РАН.
Член бюро Отделения философии, социологии, психологии и права РАН, с 1976 (до самой смерти) — член редакционной коллегии журнала «Социологические исследования».
Скончался 16 июля 2009 года. Похоронен в Москве на Троекуровском кладбище.

## Семья
С 1945 года был женат на Ирине Ивановне (урождённой Павловой).
Дети: Руткевич Сергей Михайлович, Руткевич Алексей Михайлович, Руткевич Николай Михайлович.

## Награды
Награждён орденами Октябрьской Революции, Отечественной войны 2-й степени (11.03.1985), Трудового Красного Знамени (1.10.1987), Красной Звезды (4.11.1943), а также медалями.

## Научная деятельность
Среди основных направлений научной деятельности — исследование процесса познания в его связи с научной практикой, диалектика объективных и субъективных факторов в развитии современных процессов общественной жизни, социологические исследования социальной структуры общества, социальной мобильности, социологии молодежи и образования.
Опубликовал свыше 400 научных трудов, в том числе 12 монографий, 2 учебника.

## Научные труды

### Монографии
на русском языке
- Руткевич М. Н. Практика — основа познания и критерий истины. — М.: Госполитиздат, 1952. — 244 с. — 100 000 экз.
- Руткевич М. Н. Марксизм-ленинизм о естествознании и его роли в жизни общества: Расшир. стенограмма лекции... / М. Н. Руткевич, канд. философ. наук ; Всесоюз. о-во по распространению полит. и науч. знаний. Свердл. отд-ние. — Свердловск: Свердл. обл. гос. изд-во, 1952. — 56 с.
- Руткевич М. Н. Религия и её реакционная роль в жизни общества. — Свердловск: Свердловское книжное издательство, 1954. — 47 с.
- Руткевич М. Н. Движение и развитие в природе и обществе: Лекция по курсу диалектич. и ист. материализма / Доц. М. Н. Руткевич ; М-во высш. образования. Упр. преподавания обществ. наук. — М.: Советская наука, 1954. — 36 с.
- Руткевич М. Н. Роль практики в познании мира. — Свердловск: Свердловское книжное издательство, 1956. — 72 с.
- Руткевич М. Н. Диалектический материализм. — 3 изд.. — М.: Соцэкгиз, 1959. — 600 с. — 25 000 экз.
- Руткевич М. Н., Еремеев А. Ф. Век науки и искусства. — М.: Молодая гвардия, 1965. — 267 с.
- Руткевич М. Н. В. И. Ленин об отражении как активном творческом процессе / Проф. М. Н. Руткевич. — М.: Изд-во Моск. ун-та, 1969. — 15 с. — (оклад/ Науч. конференция "Ленинский этап в развитии марксистской философии". ( Ленинград,16-19 дек. 1969 г.); 42).
- Актуальные проблемы ленинской теории отражения. Свердловск, 1970;
- Руткевич М. Н., Филиппов Ф. Р. Социальные перемещения. — М., 1970. — 256 с. — (Социология и жизнь). — 11 000 экз.
- Руткевич М. Н. В. И. Ленин о некоторых тенденциях развития интеллигенции / М. Н. Руткевич, д-р философ. наук. — М., 1970. — 9 с. — (Доклад/ Советская социол. ассоциация. Советский оргком. по подготовке VII Междунар. социол. конгресса. VII МСК. Варна. 1970; 141).
- Руткевич М. Н. О перспективах развития интеллигенции [Текст] : [Материалы ко 2-й Всесоюз. конф. по проблеме "Изменение социальной структуры сов. общества"]. — М.: Знание, 1971. — 10 с. — (Всесоюзное общество «Знание». Научный совет АН СССР по комплексной проблеме «Закономерности развития общественных отношений и духовной жизни социального общества»…; 3).
- Руткевич М. Н. Исследование будущего: философские и социологические проблемы / М. Н. Руткевич, чл.-кор. АН СССР. — М., 1972. — 19 с. — (Доклад на III Международной конференции по социальному прогнозированию в Бухаресте. (Сентябрь 1972 г.)/ Ин-т конкретных социальных исследований АН СССР; 1).
- Руткевич М. Н. Методологические проблемы изучения социальной структуры социалистического общества / MB и ССО РСФСР. Уральск. гос. ун-т им. А. М. Горького. — Свердловск: Уральск. гос. ун-т им. А. М. Горького, 1972. — 36 с.
- Руткевич М. Н. Некоторые социальные проблемы развития народного хозяйства и культуры СССР на 1976-1990 гг.: Уточн. текст докл. чл.-кор. АН СССР М. Н. Руткевича на секции обществ. наук Президиума АН СССР. — М., 1973. — 66 с.
- Руткевич М. Н. Диалектический материализм. — 3 изд.. — М.: Мысль, 1973. — 528 с. — 70 000 экз.
- Руткевич М. Н. Актуальные задачи развития социологических исследований. — М., 1974. — 22 с.
- Руткевич М. Н. Актуальные проблемы ленинской теории отражения. — Свердловск: Сред.-Урал. кн. изд-во, 1970. — 234 с.
- Руткевич М. Н. Тенденции развития социальной структуры советского общества: Лекция. — М.: Мысль, 1975. — 71 с. — (Актуальные вопросы марксистско-ленинской теории/ Высш. парт. школа при ЦК КПСС).
- Руткевич М. Н. Развитие социальной структуры социалистического общества в СССР на современном этапе: Докл. на заседании Секции обществ. наук Президиума АН СССР / Чл.-кор. АН СССР М. Н. Руткевич. — АН СССР, 1975.
- Руткевич М. Н. Социальное планирование в условиях развитого социализма / АН СССР. Ин-т социол. исследований. — М.: АН СССР, 1975. — 23 с.
- Руткевич М. Н. Сближение классов и социальных групп на этапе развитого социализма в СССР / М. Н. Руткевич, чл.-кор. АН СССР. — М.: АН СССР, 1976. — 64 с. — (Новое в жизни, науке, технике: Научный коммунизм; 2).
- Руткевич М. Н. Социалистический образ жизни / Докл. подгот. чл.-корр. АН СССР М. Н. Руткевичем ; АН СССР. Ин-т социол. исследований. — М.: Знание, 1976. — 49 с.
- Руткевич М. Н., Мчедлов М. П., Осипов Г. В. Социология и современность: (К итогам VIII Всемирного социол. конгресса). Вып. 1. — М.: Знание, 1976. — 56 с. — (В помощь лектору/ Всесоюз. о-во "Знание". Науч.-метод. совет по пропаганде марксистско-ленинской философии. ВПЛ).
- Руткевич М. Н., Мчедлов М. П., Осипов Г. В. Социология и современность: (К итогам VIII Всемирного социол. конгресса). Вып. 2. — М.: Знание, 1976. — 55 с. — (В помощь лектору/ Всесоюз. о-во "Знание". Науч.-метод. совет по пропаганде марксистско-ленинской философии. ВПЛ).
- Рабочая книга социолога / Чл.-кор. АН СССР М. Н. Руткевич, д-ра филос. наук Г. В. Осипов и С. Ф. Фролов и др.; Редколлегия: Г. В. Осипов (отв. ред.) и др.; АН СССР, Ин-т социол. исследований. — М.: Наука, 1976. — 511 с.
- Социальная структура развитого социалистического общества в СССР / М. Н. Руткевич, Н. В. Колбановский, А. М. Гелюта и др.; АН СССР, Ин-т социол. исследований. — М.: Наука, 1976. — 224 с.
- Руткевич М. Н. Интеллигенция в развитом социалистическом обществе. — М.: Политиздат, 1977. — 96 с. — (Развитой социализм).
- Руткевич М. Н. Социалистический образ жизни и его развитие в СССР / М.Н. Руткевич ; Высш. парт. школа при ЦК КПСС. — М.: Мысль, 1977. — 62 с. — (Актуальные вопросы марксистско-ленинской теории).
- Высшая школа как фактор изменения социальной структуры развитого социалистического общества / М. Н. Руткевич, Ф. Р. Филиппов, Д. И. Зюзин и др. ; Отв. ред. М. Н. Руткевич, Ф. Р. Филиппов. — Наука, 1978. — 272 с.
- Руткевич М. Н. Диалектика и социология. — М.: Мысль, 1980. — 356 с. — 16 000 экз.
- Социалистический образ жизни / М. Н. Руткевич, Г. Е. Глезерман, П. А. Игнатовский и др.; Редкол.: Г. Е. Глезерман и др.. — М.: Политиздат, 1980. — 319 с.
- Руткевич М. Н., Бадеева Г. В. Социологические проблемы управления социальными процессами : Учеб. пособие / Акад. нар. хоз-ва СССР, Каф. марксизма-ленинизма. — М.: АНХ СССР, 1980. — 56 с.
- Руткевич М. Н. XXVI съезд КПСС и вопросы социального развития советского общества. — М.: Знание, 1981. — 64 с.
- Руткевич М. Н. Совершенствование социально-классовой структуры советского общества на этапе развитого социализма : Учеб. пособие / Акад. нар. хоз-ва СССР, Каф. марксизма-ленинизма. — М.: АНХ СССР, 1981. — 130 с.
- Руткевич М. Н. Развитие социально-классовой структуры советского общества. — М.: Знание, 1982. — 63 с. — (Новое в жизни, науке, технике).
- Становление социальной однородности. М., 1982;
- Руткевич М. Н. Социалистический образ жизни. — М.: Знание, 1983. — 64 с. — (Новое в жизни, науке, технике).
- Руткевич М. Н. К социальной однородности. — М.: Прогресс, 1984. — 248 с. — (Реальный социализм: теория и практика).
- Руткевич М. Н. Совершенствование социально-классовых отношений социализма в СССР на современном этапе: Учебное пособие / М. Н. Руткевич ; Акад. нар. хоз-ва при Совете Министров СССР, Каф. марксизма-ленинизма. — М.: АНХ СССР, 1986. — 146 с.
- Руткевич М. Н. Совершенствование социальных отношений в советском обществе. — М.: Знание, 1987. — 48 с. — (В помощь лектору. Б-чка "Социал. наука - практике управления и хозяйствования").
- Руткевич М. Н. Справедливость и равенство как цели социальной политики КПСС / М. Н. Руткевич; Акад. нар. хоз-ва при Совете Министров СССР, Каф. марксизма-ленинизма. — М.: АНХ СССР, 1987. — 67 с.
- Руткевич М. Н., Рубина Л. Я. Общественные потребности, система образования, молодёжь. — М.: Политиздат, 1988. — 224 с. — ISBN 5-250-00611-6.
- Руткевич М. Н., Лойфман И. Я. Диалектика и теория познания. — М.: Мысль, 1994. — 384 с. — ISBN 5-244-00463-8.
- Руткевич М. Н., Потапов В. П. После школы : Социал.-проф. ориентации молодежи: Опыт социол. исслед. / М. Н. Руткевич, В. П. Потапов; Всерос. науч.-практ. центр проф. ориентации и психол. поддержки населения. — М.: Всерос. науч.-практ. центр проф. ориентации и психол. поддержки населения, 1995. — 224 с.
- Руткевич М. Н. Макросоциология : Методол. очерки. — М.: ОФСПП РАН, 1995. — 187 с. — ISBN 5-201-01890-4.
- Диалектика и теория познания. М., 1995 (в соавт.);
- Основы гносеологии. Екатеринбург, 1997 (в соавт.).
- Руткевич М. Н. Общество как система. Социологические очерки. — СПб.: Алетейя, 2001. — 448 с. — 1500 экз.
- Руткевич М. Н. Социология образования и молодёжи. Избранное (1965—2002). — М.: Гардарики, 2003. — 544 с. — (Disciplinae). — 2000 экз. — ISBN 5-8297-0129-4.
- Руткевич М. Н. Развитие философии и социологии в Уральском университете (40-70 гг. XX в.). — М.: Центр соц. прогнозирования, 2003. — 89 с. — (История социологии). — ISBN 5-98201-006-5.
- Руткевич М. Н. Социальная структура / М. Н. Руткевич; Рос. акад. наук, Ин-т социал.-полит. исслед.. — М.: Альфа-М, 2004. — 271 с. — ISBN 5-98281-020-7.
- Руткевич М. Н. Образованность населения России конца XIX - начала XXI вв. / М. Н. Руткевич ; Российская акад. наук, Ин-т социально-политических исслед. — М.: ИСПИ РАН, 2007. — 73 с. — ISBN 978-5-7556-0381-2.

на других языках
- Rutkevics M. N. A gyakorlat a megismerés alapja és az igazság kritériuma / Ford. Terényi István és Varga Dénes. — Budapest: Szikra, 1953. — P. 243.
- Rutkevič M. N. Praze jako základ poznání a kriterium pravdy / Z rus. přel. Jiří Bauer. — Praha: Státní nakl. polit. lit, 1954. — P. 169. — (Socialistická věda; 30).
- Osipov G. V., Rutkevich M. N. Sociology in the USSR 1965-1975. — London; Beverly Hills: SAGE publ., 1978. — 160 p. — (Current sociology : The journal of the Intern. sociological assoc.; Vol. 26, № 2).

### Статьи
- Руткевич М. Н. Категории диалектики и природа // Некоторые категории диалектики. — М.: Росвузиздат, 1963. — С. 3-13. — 136 с. — 13 000 экз.
- Руткевич М. Н., Корюкин В. И. Вероятность // Некоторые категории диалектики. — М.: Росвузиздат, 1963. — С. 70-86. — 136 с. — 13 000 экз.
- Руткевич М. Н. § 4. Философские проблемы естествознания и их разработка в марксистской литературе // Глава XX. Ленинский этап в развитии марксистской философии. Развитие диалектического и исторического материализма в эпоху после Великой Октябрьской революции / Под ред. М. Т. Иовчука, Т. И. Ойзермана, И. Я. Щипанова. — Изд. 2-е, переработ. — М. : Мысль, 1971. — Кн. Краткий очерк истории философии. — С. 672—691. — 790 с. — 60 000 экз.
- Руткевич М. Н. Социальная дифференциация и интеграция // Вестник АН СССР. — 1991. — № 7.
- Руткевич М. Н. Социальная поляризация // Социологические исследования. — 1992. — № 9.
- Руткевич М. Н. О диалектике прогресса // Вестник Российской академии наук. — 1992. — № 5.

## Переводы
- Из современной белорусской и украинской поэзии в переводах Михаила Руткевича. СПб.: Алетейя, 2000